# Barbara Anders
Barbara Anders ist eine deutsche Drehbuchautorin und Filmarchitektin.

## Leben
1969 verfasste Anders für den Film Heintje – Einmal wird die Sonne wieder scheinen ihr erstes Drehbuch.

## Filmografie
- 1970: Heintje – Einmal wird die Sonne wieder scheinen
- 1970: Heintje – Mein bester Freund
- 1971: Zwanzig Mädchen und die Pauker (Zwanzig Mädchen und die Pauker: Heute steht die Penne kopf)
- 1971: Wir hau’n den Hauswirt in die Pfanne
- 2000: Du lebst noch drei Minuten